# Anatolij Butenko
Anatolij Pawłowicz Butenko (ros. Анато́лий Па́влович Буте́нко, ukr. Анатолій Павлович Бутенко; ur. 19 kwietnia 1925 w Hadziaczu obwodu połtawskiego, zm. 9 maja 2005 w Moskwie) – radziecki marksista, filozof i politolog, specjalista w zakresie naukowego komunizmu, uhonorowany tytułem „Zasłużony Działacz Nauki RFSRR”. Był autorem licznych prac na temat „rozwiniętego socjalizmu”. Niejednokrotnie był oskarżany o rewizjonizm.